# Federico Barrandeguy
Federico Barrandeguy Martino (Ombúes de Lavalle, 8 maggio 1996) è un calciatore uruguaiano, difensore della Juventud.

## Caratteristiche tecniche
È un terzino destro.

## Carriera

### Club
Cresciuto nel settore giovanile dei Montevideo Wanderers, ha esordito in prima squadra il 15 marzo 2015 in occasione del match di campionato perso 2-1 contro l'Atenas.